# Xã Whitpain, Quận Montgomery, Pennsylvania
Xã Whitpain (tiếng Anh: Whitpain Township) là một xã thuộc quận Montgomery, tiểu bang Pennsylvania, Hoa Kỳ. Năm 2010, dân số của xã này là 18.875 người.